# Stylophone
El Stylophone és un teclat en miniatura analògic que es toca amb un estil (stylus). El va inventar Brian Jarvis l'any 1967, va entrar a producció el 1968 i el fabricava Dubreq. Consisteix en un teclat de metall que sona quan s'hi aplica un estil, cada nota està connectada a un oscil·lador controlat per tensió gràcies a una resistència elèctrica de valor diferent creant un circuit. Els altres controls són un interruptor d'encesa i un control de vibració en el plafó frontal al costat del teclat, més un control de sintonia en el plafó de darrere. En el seu moment es van vendre uns tres milions de stylophones, sobretot com a joguines per a nens, però ocasionalment l'utilitzaven els músics professionals.
El stylophone estava disponible en tres variants: estàndard, baix i agut, l'estàndard era de llarg el més comú. Hi havia també una versió més gran anomenada 350S amb més notes al teclat, diverses veus, un nou efecte 'wah-wah' que es controlava movent la mà sobre un sensor, i dos estils.
A mitjan anys setanta va aparèixer un nou model amb pseudofusta al tauler d'altaveus i un control de volum. Això va ser poc abans que el Stylophone cessés la producció el 1975.
L'artista Rolf Harris ha aparegut diverses vegades com el portaveu publicitari del stylophone al Regne Unit, i va aparèixer en molts discs de "play-along" venuts pel fabricant.

## 2007, el ressorgiment

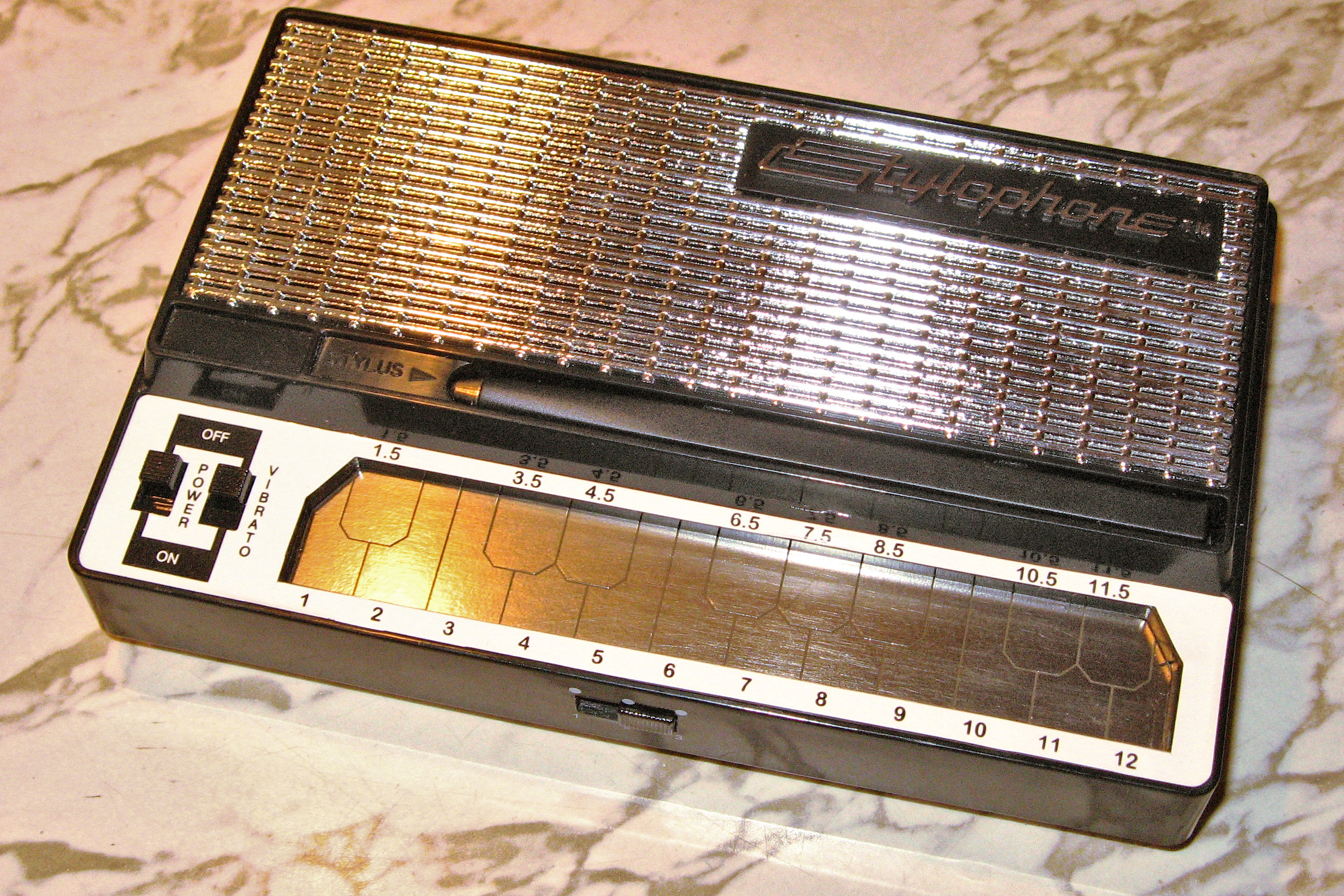
2007 rellançament del Stylophone per Re:creació

L'octubre de 2007 l'empresa de joguines Re:creació, conjuntament amb Dubreq Ltd (reformada el 2003 per Ben Jarvis, el fill de l'inventor original), va rellançar el Stylophone, 28 anys després l'original hauria deixat de fabricar-se. El nou model, oficialment anomenat S1, és una còpia digital que de prop s'assembla a l'original dels anys 1960, però té un control de volum i presenta un nou rendiment d'àudio, i dos sons nous.

## Ús a la música
- David Bowie es va aficionar a jugar amb el Stylophone i el va afegir al seu tema de debut, el 1969, Space Oddity, i a "Slip away" i a "Heathens (The Rays)".[4]
- Tony Visconti va tocar el Stylophone al tema "Sparls", l'any 1975 i a "Glow", de l'àlbum de Richard Barone de 2010.
- Al clàssic de 1981 "Pocket Calculator" de Kraftwerk també apareixia, és un dels instruments principals d'aquesta pista.[cal citació]
- El 1999 al tema "Style" del grup Orbital agafa el nom de Stylophone, el qual s'utilitza molt.[5]
- El grup americà de rock alternatiu They Might Be Giants el feia servir al disc The Else.
- Mark Kermonde, crític de pel·lícules de la BBC va tocar un Stylophone el 8 gener de 2010 durant la revisió de pel·lícules al programa de Simon Mayo.[6]
- En l'edició de podcast del 5 de març de 2010 Kermode Uncut, Mark Kermode va fer una interpretació d'"Així parlà Zaratustra" de Richard Strauss amb el stylophone com a homenatge a "Moon", de Duncan Jones.[7]
- Richard Barone utilitza el Stylophone en enregistraments nombrosos, incloent-hi "Glow" i "Girl" a l'àlbum de 2010.
- El grup rus de rock Gromyka l'utilitza com un dels seus instruments principals.[8]
- La banda britànica Pulp l'utilitzava a "Styloroc (Nites de Suburbia)".[9]
- Daniel Howell, un youtuber britànic i presentador de ràdio de la BBC, és conegut per jugar amb el Stylophone.
- Brett Domino, un comediant britànic, també l'utilitza molt als seus vídeos de Youtube.
- E músic d'electrònic Moirié el toca a molts dels seus temes.[10]
- A la pel·lícula Baby Driver, de 2017, hi apareix.[11]
- L'artista britànic d'electropop Little Boots també l'utilitza molt.

## Stylophone S2
El desembre de 2012, Dubreq va alliberar la Sèrie 2 Stylophone, un model britànic, un veritable sintetitzador analògic d'especificacions completes.

## Stylophone Gen X-1
El gener de 2017, Dubreq va alliberar detalls del sintetitzador analògic portàtil Stylophone Gen X-1.